# Jack Cork
Jack Cork (ur. 25 czerwca 1989 w Londynie) – angielski piłkarz, grający na pozycji obrońcy lub defensywnego pomocnika w Burnley.

## Kariera piłkarska
Jack Cork został piłkarzem Chelsea w wieku dziewięciu lat. W juniorach londyńskiego klubu był kapitanem. W sezonie 2006/07 zawodnik był dwukrotnie wypożyczony do grającego w Football League One Bournemouth. W barwach tego klubu wystąpił dziewięciokrotnie. Latem 2007 roku Cork pojechał do USA na obóz przygotowawczy Chelsea. Swój debiut w pierwszym zespole zaliczył w spotkaniu z Club América. Sezon 2007/08 Cork spędził na wypożyczeniu w Scunthorpe United. W zespole tym zadebiutował 25 sierpnia w przegranym 1:2 meczu z Bristol City. Cork po kilku występach stał się podstawowym graczem swojego klubu. Łącznie w drugoligowej drużynie rozegrał 35 meczów i strzelił w nich dwa gole.
Cork powrócił do Chelsea 5 maja 2008 roku, jednak 21 sierpnia został ponownie wypożyczony – tym razem na pięć miesięcy do Southampton. W zespole tym rozegrał 25 meczów (w tym 23 ligowe), po czym pod koniec grudnia wrócił do Chelsea. Trzy dni później został ponownie wypożyczony, tym razem do Watford. W drużynie tej szybko stał się podstawowym zawodnikiem i do końca sezonu wystąpił łącznie w 21 ligowych meczach. Pod koniec sierpnia 2009 roku Cork został ponownie wypożyczony, tym razem do Coventry City. W lutym 2010 roku trafił natomiast do Burnley. W barwach tego klubu zadebiutował w Premier League, w przegranym 0:3 meczu z Fulham, wchodząc na boisko w 56. minucie za Wade`a Elliotta. Strzelił także pierwszego gola w tych rozgrywkach, a uczynił to w majowym pojedynku z Tottenhamem. Łącznie wystąpił w 11 spotkaniach, jednak nie pomógł swojej drużynie utrzymać się w lidze. W sierpniu ponownie na zasadzie rocznego wypożyczenia trafił do Burnley. 7 lipca 2011 Chelsea Football Club osiągnęła porozumienie w sprawie transferu do Southampton F.C. 30 stycznia 2015 roku Jack Cork podpisał 3,5 letni kontrakt ze Swansea City.